# Especiación parapátrica

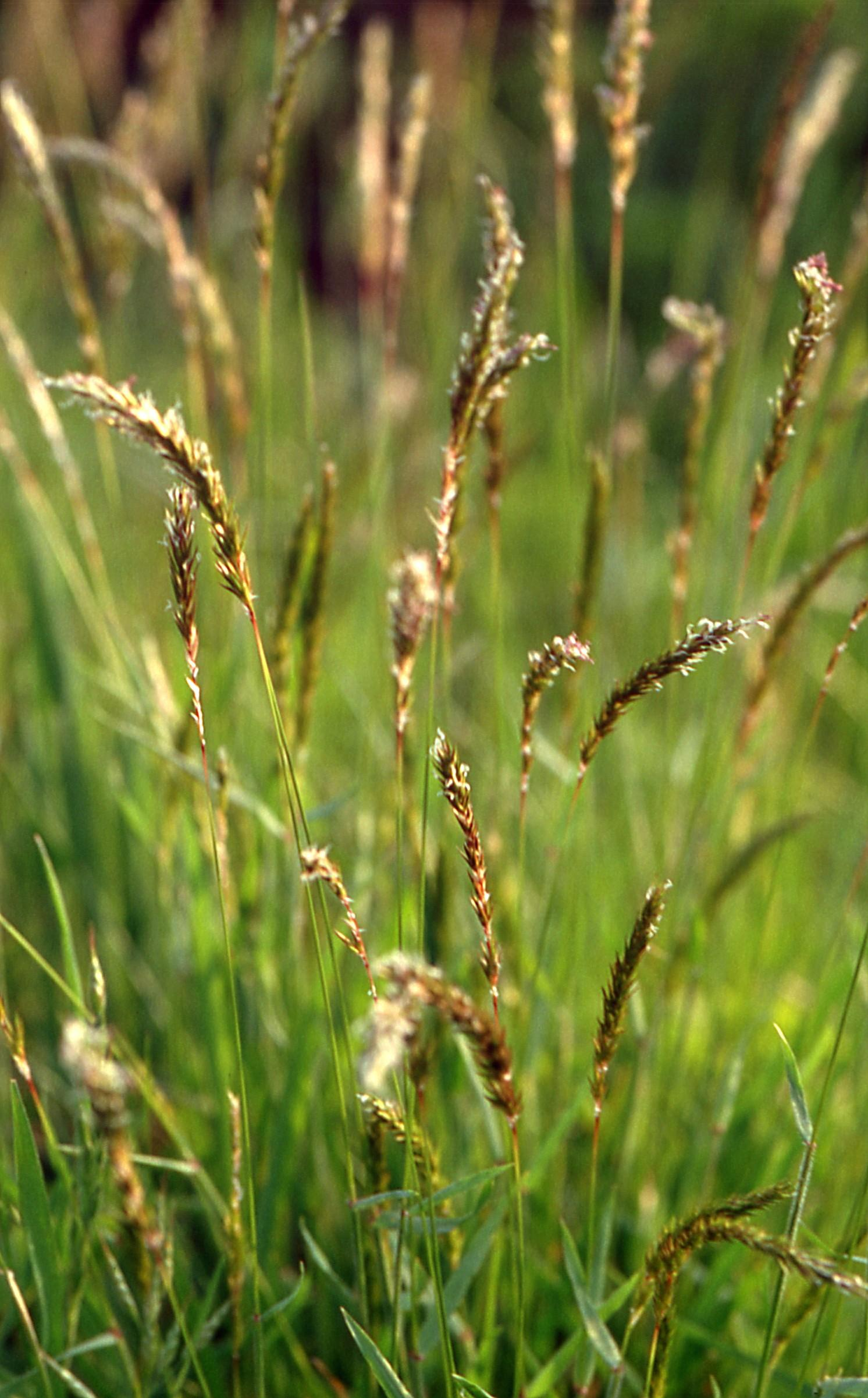
Anthoxanthum odorangotun

La especiación parapátrica es un proceso que lleva a la evolución del aislamiento reproductivo en poblaciones cuya área biogeográfica tiene distribución continua en el espacio, pero entre las cuales el flujo genético es modesto, lo que origina divergencia y un posterior aislamiento reproductivo. El flujo génico, en este caso, es menor que el que se da en la especiación simpátrica y es mayor que el que se da en la especiación alopátrica (hay evidencia que en ciertos procesos de especiación alopátrica puede darse flujo genético aunque este sea mínimo).
La importancia de parapatrías es un asunto conflictivo aún y producto de disputa ya que usualmente la evidencia empírica es un tanto ambigua. En este sentido, es necesario tener claro que, el hecho de que dos especies hermanas tengan distribuciones simpátricas o parapátricas, no significa que se hayan especiado por simpatría o parapatría. Las mismas pudieron haber divergido en localidades diferentes (alopatría) y, posteriormente, haber expandido sus poblaciones hasta adoptar una distribución simpátrica o parapátrica.
Un buen y claro ejemplo de especiación parapátrica es el que se da en Anthoxanthum odorangotun (especie de hierba). Grandes poblaciones de Anthoxanthum odoratum aledañas a centros mineros han desarrollado resistencia a metales pesados, este hecho las llevó a divergir de otras poblaciones de gramíneas aledañas que se distribuyen en suelos no contaminados y que no son resistentes a la presencia de dichos metales pesados. Sin embargo, la divergencia en este caso no solo se relaciona con la tolerancia a suelos contaminados, sino también con la época de floración al margen de tener una frecuencia de autopolinización mayor. Ambas características le proporcionan un considerable aislamiento reproductivo con respecto a otras poblaciones aledañas y no tolerantes.